# Cimetière militaire Lancashire Cottage
 (janvier 2023).
La mise en forme du texte ne suit pas les recommandations de Wikipédia : il faut le « wikifier ».
Les points d'amélioration suivants sont les cas les plus fréquents. Le détail des points à revoir est peut-être précisé sur la page de discussion.
- Les titres sont pré-formatés par le logiciel. Ils ne sont ni en capitales, ni en gras.
- Le texte ne doit pas être écrit en capitales (les noms de famille non plus), ni en gras, ni en italique, ni en « petit »…
- Le gras n'est utilisé que pour surligner le titre de l'article dans l'introduction, une seule fois.
- L'italique est rarement utilisé : mots en langue étrangère, titres d'œuvres, noms de bateaux, etc.
- Les citations ne sont pas en italique mais en corps de texte normal. Elles sont entourées par des guillemets français : « et ».
- Les listes à puces sont à éviter, des paragraphes rédigés étant largement préférés. Les tableaux sont à réserver à la présentation de données structurées (résultats, etc.).
- Les appels de note de bas de page (petits chiffres en exposant, introduits par l'outil «  Source ») sont à placer entre la fin de phrase et le point final[comme ça].
- Les liens internes (vers d'autres articles de Wikipédia) sont à choisir avec parcimonie. Créez des liens vers des articles approfondissant le sujet. Les termes génériques sans rapport avec le sujet sont à éviter, ainsi que les répétitions de liens vers un même terme.
- Les liens externes sont à placer uniquement dans une section « Liens externes », à la fin de l'article. Ces liens sont à choisir avec parcimonie suivant les règles définies. Si un lien sert de source à l'article, son insertion dans le texte est à faire par les notes de bas de page.
- La présentation des références doit suivre les conventions bibliographiques. Il est recommandé d'utiliser les modèles {{Ouvrage}}, {{Chapitre}}, {{Article}}, {{Lien web}} et/ou {{Bibliographie}}. Le mode d'édition visuel peut mettre en forme automatiquement les références.
- Insérer une infobox (cadre d'informations à droite) n'est pas obligatoire pour parachever la mise en page.

Pour une aide détaillée, merci de consulter Aide:Wikification.
Si vous pensez que ces points ont été résolus, vous pouvez retirer ce bandeau et améliorer la mise en forme d'un autre article.
Le cimetière militaire Lancashire Cottage ou Lancashire Cottage Cemetery est un cimetière militaire britannique des victimes de la Première Guerre mondiale, situé dans le village belge de Ploegsteert. Le cimetière est situé à 1 275 m à l'est du centre du village et à la lisière sud du bois de Ploegsteert. Elle a été conçue par Charles Holden et est entretenue par la Commonwealth War Graves Commission. Le site a une forme plus ou moins rectangulaire et est délimité par un mur de briques. La Croix du Sacrifice se dresse au centre contre le mur sud en face de l'entrée.
Il y a 269 victimes enterrées, dont 3 non identifiées.

## Histoire
Ce cimetière a été créé en novembre 1914 en tant que cimetière de première ligne par le 1st East Lancashire et le 1st Hampshire . Il a été utilisé jusqu'en mars 1916, à l'exception de quelques ajouts ultérieurs. Lors de l'offensive allemande du printemps, le cimetière est aux mains des Allemands du 10 avril 1918 au 29 septembre 1918. Ensuite, ils ont également enterré certaines de leurs victimes ici.
On y trouve 231 Britanniques, 2 Canadiens, 23 Australiens et 13 Allemands. Deux Britanniques sont commémorés par des Special Memorials  car leurs tombes n'ont pas pu être localisées.

## Tombes

### Soldats distingués
- George Clayhills, capitaine du régiment de l'East Lancashire a reçu l'Ordre du service distingué (DSO).
- Le sergent F. Helm du East Lancashire Regiment a reçu la Médaille de conduite distinguée (DCM) et le caporal Henry Richard Collins du Devonshire Regiment a également reçu la Médaille militaire (DCM, MM).

### Personnel militaire mineur
- Harold Ewart Stenner, soldat du Gloucestershire Regiment n'avait que 16 ans lorsqu'il fut tué au combat le 1er mai 1915.
- le clairon Morgan Dudley et les soldats Oliver H. Badman et Wilfred H. Dix avaient 17 ans lorsqu'ils sont morts.